# Xantossina deidrogenasi
La xantossina deidrogenasi è un enzima appartenente alla classe delle ossidoreduttasi, che catalizza la seguente reazione:
xantossina + NAD+ ⇄ aldeide abscissica + NADH + H+
L'enzima richiede un cofattore contenente molibdeno e NAD+ non può essere sostituito da NADP+. L'enzima presenta un'elevata specificità per la xantossina, ed alcoli a catena corta (come etanolo, isopropanolo, butanolo e cicloesanolo) non possono esserne substrati. L'enzima è coinvolto nella biosintesi dell'acido abscissico nelle piante, insieme alla aldeide abscissica ossidasi, alla 9-cis-epossicarotenoide diossigenasi e alla acido (+)-abscissico 8'-idrossilasi. L'acido abscissico è un fitormone sesquiterpenoide coinvolto nel controllo di un gran numero di funzioni fisiologiche, come lo sviluppo del seme, la germinazione e la risposta agli stress.